# Rio São Lourenço (Rio Grande do Sul)
Pour les articles homonymes, voir Rio São Lourenço.
Le rio São Lourenço (« rivière Saint-Laurent ») est un cours d'eau brésilien de l'État du Rio Grande do Sul. 